# Marburg Open 2015
Marburg Open 2015 byl profesionální tenisový turnaj pořádaný jako součást mužského okruhu ATP Challenger Tour, který se odehrával na otevřených antukových dvorcích klubu Tennis-Verein 1965 Marburg. Konal se mezi 29. červnem až 4. červencem 2015 v německém Marburgu jako šestý ročník turnaje.
Rozpočet turnaje činil 42 500 eur a hráči měli zajištěnu tzv. Hospitality. Nejvýše nasazeným tenistou ve dvouhře se stal 125. muž žebříčku Taró Daniel z Japonska. Jako poslední přímý účastník do hlavní singlové soutěže nastoupil 243. německý hráč žebříčku Nils Langer, jenž postoupil do finále.
Singlový titul na challengeru vybojoval Španěl Íñigo Cervantes, pro něhož to byla pátá trofej z dvouhry na tomto okruhu. V probíhající sezóně se stal po Čung Hjeonovi a Teimurazu Gabašvilim  třetím hráčem se třemi tituly. Deblovou část vyhrála nizozemská dvojice Wesley Koolhof a Matwé Middelkoop, kteří získali třetí společný titul na Challenger Tour.

## Rozdělení bodů a finančních odměn

### Rozdělení bodů
| Soutěž  | vítězové | finalisté | semifinalisté | čtvrtfinalisté | 16 v kole | 32 v kole | Q |
| dvouhra | 90       | 55        | 33            | 17             | 8         | 0         | 5 |
| čtyřhra | 90       | 55        | 33            | 17             | 0         | —         | — |

### Finanční odměny
| Soutěž                              | vítězové | finalisté | semifinalisté | čtvrtfinalisté | 16 v kole | 32 v kole |
| ----------------------------------- | -------- | --------- | ------------- | -------------- | --------- | --------- |
| dvouhra                             | €6 150   | €3 600    | €2 130        | €1 245         | €730      | €440      |
| čtyřhra                             | €2 650   | €1 500    | €920          | €540           | €310      | —         |
| částka ve čtyřhře je uvedena na pár |          |           |               |                |           |           |

## Mužská dvouhra

### Nasazení
| Stát                           | Hráč               | ATP  | Nasazení |
| ------------------------------ | ------------------ | ---- | -------- |
| Japonsko                       | Taró Daniel        | 125. | 1.       |
| Francie                        | Paul-Henri Mathieu | 127. | 2.       |
| Uzbekistán                     | Farruch Dustov     | 132. | 3.       |
| Kazachstán                     | Andrej Golubjev    | 135. | 4.       |
| Španělsko                      | Íñigo Cervantes    | 144. | 5.       |
| Estonsko                       | Jürgen Zopp        | 157. | 6.       |
| Argentina                      | Renzo Olivo        | 158. | 7.       |
| Německo                        | Tobias Kamke       | 161. | 8.       |
| Žebříček ATP k 22. červnu 2015 |                    |      |          |

### Jiné formy účasti
Následující hráči obdrželi divokou kartu do hlavní soutěže:
- Daniel Brands
- Jan Choinski
- Julian Lenz
- Daniel Masur

Následující hráči postoupili z kvalifikace:
- Arthur De Greef
- Jevgenij Donskoj
- Michail Ledovskič
- Jan Šátral

Následující hráč obdržel do hlavní soutěže zvlášrní výjimku:
- Rogério Dutra da Silva

Následující hráč postoupil z kvalifikace jako tzv. šťastný poražený:
- Lorenzo Giustino

Následující hráč uplatnil pro účast v hlavní soutěži žebříčkovou ochranu:
- Pere Riba

## Mužská čtyřhra

### Nasazení
| Stát                                                                      | Hráč            | Stát         | Hráč                | ATP  | Nasazení |
| ------------------------------------------------------------------------- | --------------- | ------------ | ------------------- | ---- | -------- |
| Nizozemsko                                                                | Wesley Koolhof  | Nizozemsko   | Matwé Middelkoop    | 229. | 1.       |
| Česko                                                                     | Roman Jebavý    | Česko        | Jan Šátral          | 229. | 2..      |
| Filipíny                                                                  | Ruben Gonzales  | Jižní Afrika | Ruan Roelofse       | 246. | 3.       |
| Kazachstán                                                                | Andrej Golubjev | Francie      | Alexandre Sidorenko | 255. | 4.       |
| Žebříček ATP k 22. červnu 2015; číslo je součtem umístění obou členů páru |                 |              |                     |      |          |

### Jiné formy účasti
Následující páry obdržely divokou kartu do hlavní soutěže:
- Jan Beusch /  Lazar Magdinčev
- Jan Choinski /  Jannis Kahlke
- Yannick Hanfmann /  Julian Lenz

## Přehled finále

### Mužská dvouhra
- Iñigo Cervantes vs.  Nils Langer 2–6, 7–6(7–3), 6–3

### Mužská čtyřhra
- Wesley Koolhof /  Matwé Middelkoop vs.  Tobias Kamke /  Simon Stadler 6–1, 7–5